# Автомагістраль А46 (Франція)
Автомагістраль A46 — шосе має 47,6 кілометрів в центральній Франції. Воно з'єднує місто Живор з Ансом і східним Ліоном. Його було завершено в 1992 році.

## Характеристики
- 2x2 смуги (2x3 смуги в Рійє-ла-Пап)
- 65 км завдовжки
- Рільє-ла-Пап (на південь) встановили радар. Обмеження швидкості 90 км/год.

## Історія
- 1992 рік : відкриття A46 і RN346.

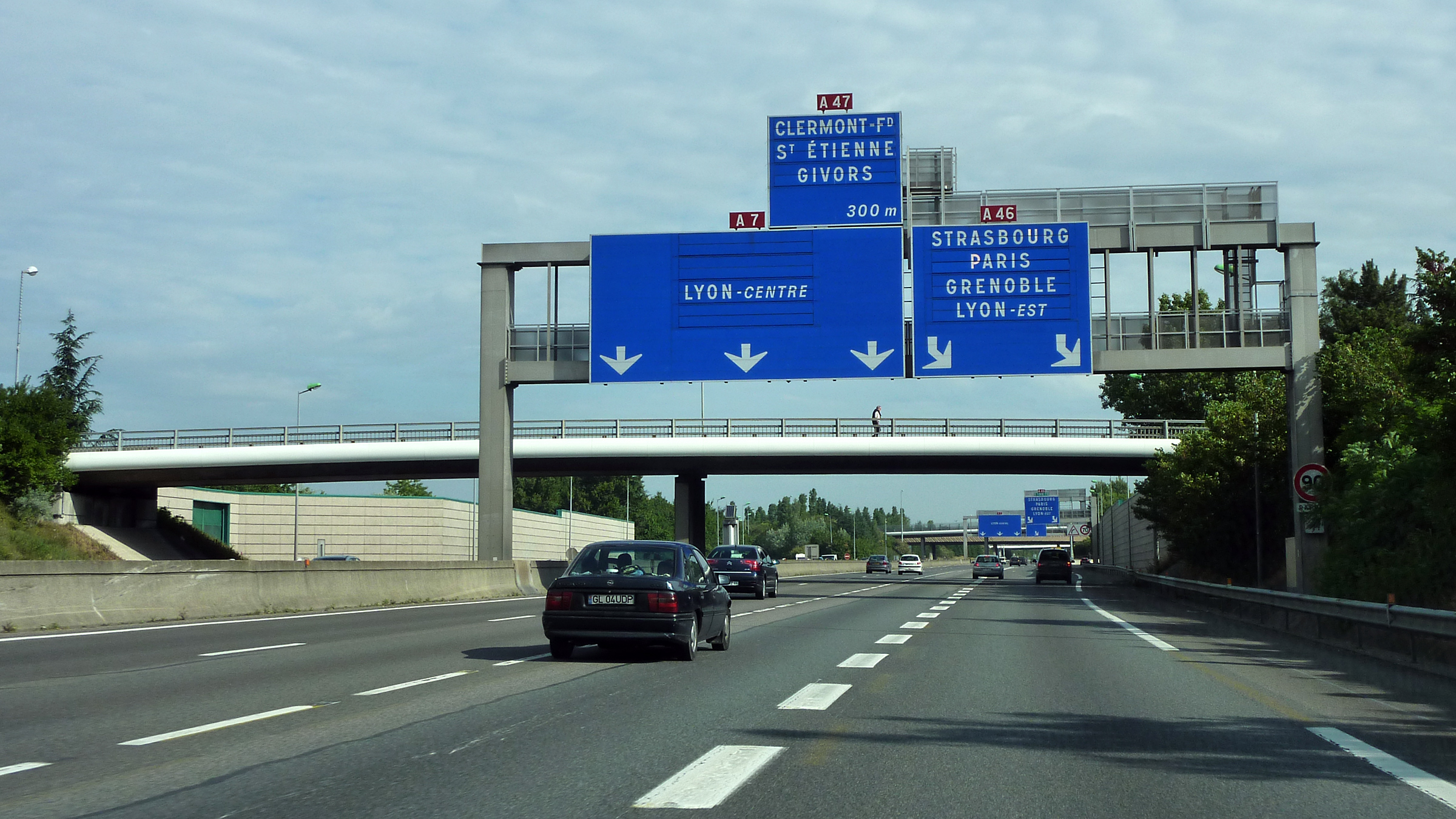
Розв'язка автотраси A7 до A46 поблизу Ліона

- 2007 рік : Відкриття третьої смуги між Жене та зоною обслуговування Мйонне.

Починаючи з 2002 року, у Ліоні робилися подальші спроби заборонити інтенсивний рух понад 7,5 тонн і скерувати його на цю об’їзну дорогу. Це суперечливо, тому що це генерує додатковий час у дорозі та пройдені відстані.